# Hingstepeira
Hingstepeira là một chi nhện trong họ Araneidae.